# Yonaguni (kommun)
Yonaguni (japanska: 与那国町?, Yonaguni-chō), okinawianska:Yunaguni, är en landskommun (köping) i Okinawa prefektur, Japan. Det är Japans västligaste kommun. 
Kommunen omfattar ön Yonaguni i Yaeyamaöarna.
´